# フリッツ・ヴォルフハイム

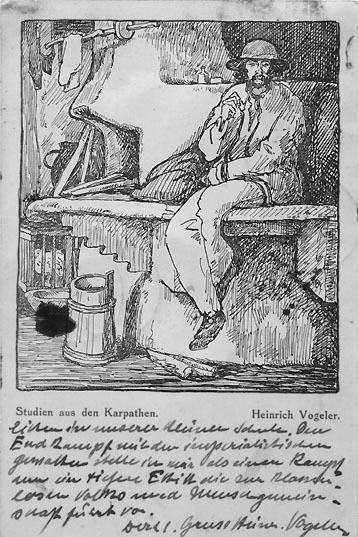

フリッツ・ヴォルフハイム（Fritz Wolffheim、1888年10月30日 - 1942年3月17日）は、ドイツの作家、ホロコースト犠牲者。ドイツ共産党（KPD）に属し、第一次世界大戦後のドイツにおいて一時的に影響力を誇った、民族ボルシェヴィズムの中心的人物であった。

## 来歴

### 前半生
ベルリンのユダヤ人家庭に生まれる。会計士の訓練を受ける傍ら、1909年ドイツ社会民主党（SPD）へ入党。1910年から1913年までサンフランシスコに居住し、アメリカ社会党員となった。アメリカ合衆国では世界産業労働組合（IWW）にも参加し、同組合の機関誌編集に携わった。
IWWに関わった一方で、政党や労働組合ではなく革命的統一組織の必要性を確信。後にこの理論をドイツに用い、アントン・パンネクークが熱心に取り入れることとなる。1913年ハンブルクに到着後、自らの考えについて地元の党組織から支持を勝ち取るも、1919年初には、KPDハンブルク支部が党員や古参労働組合員の見解とは相容れないと明言。

### ナショナル・ボルシェヴィズム
ハインリヒ・ラウフェンベルクら党幹部が、KPDハンブルク支部内で強力な支持基盤を築くと、ヴォルフハイムもラウフェンベルクに共鳴、長らく協力者となった。両者はKPDハンブルク支部の領袖として帝国主義を攻撃。第一次世界大戦最中の1915年、共同でパンフレットを発行するが、パンフレットではSPDが支持していた主戦論を真向から批判している。
ヴォルフハイムとラウフェンベルクの考えは「民族ボルシェヴィズム」として既に知られていたが、第一次世界大戦終結後の1919年10月、カール・ラデックをして「ソビエト連邦と連携して連合国との戦争を継続するべく、ナショナリズムを動員してプロレタリアート独裁を固めるべき」と言わしめている。
民族ボルシェヴィズムは、階級闘争を犠牲にしてまで民族解放への共闘を強調したため、正統派マルクス主義からは疎んじられる存在であった。ヴォルフハイムは革命を成就するため、極左武装組織は極右のフライコールとも合流しうるさえ主張しており、レーニンにより荒唐無稽として退けられている。一方でラデックもこうしたヴォルフハイムの計画を厳しく批判。
なお、これよりはるか以前にヴォルフハイムは、ラウフェンベルクと共謀してヴィルヘルム・ピークからの権力奪取を目論んだため、KPDから除名処分を受けている。
その後、ラウフェンベルクやヤン・アペルと共にハイデルベルクでの会議に出席、ドイツ共産主義労働者党（KAPD）を立ち上げ、同党の創設メンバーとなった。しかし1920年までには、民族ボルシェヴィズムを理由に同党からも除名。
カップ一揆直前にエルンスト・グラフ・ツー・レーヴェントローと遭っていた他、右派のパウル・フォン・レットウ＝フォルベックとも個人的に親しかったという。

### 晩年
KAPD除名後、企業経営者や軍人を擁した民族主義団体である、ドイツ共産主義研究会の会員となった。研究会に参加する中でナチスの関係者とも接触したが、自身がユダヤ人であったからかナチズムへの関与は薄い。1930年にはジャーナリストのカール・オットー・ペーテルが設立した国家革命団体へ参加。
1936年にはナチスに逮捕され、1942年ラーフェンスブリュック強制収容所で死去。

## 著書
- 『民主主義と組織』（1915年）
- 『ドイツプロレタリアートへの第一声』（1919年）
- 『プロレタリアートへの5月アピール』（1920年）
- 『スパルタクス団に対する共産主義』（1920年）
- 『モスクワとドイツ革命』（1920年）